# راکل هانودوتیرتر
راکل هانودوتیرتر (انگلیسی: Rakel Hönnudóttir؛ زادهٔ ۳۰ دسامبر ۱۹۸۸) بازیکن فوتبال اهل ایسلند است.
از باشگاه‌هایی که در آن بازی کرده‌است می‌توان به باشگاه بریدابلیک و باشگاه فوتبال بروندبی اشاره کرد.
وی همچنین در تیم‌های ملی فوتبال زنان ایسلند، و زنان ایسلند، بازی کرده‌است.